# 神戸町立南平野小学校
神戸町立南平野小学校（ごうどちょうりつ みなみひらのしょうがっこう）は、岐阜県安八郡神戸町にある公立小学校。

## 通学区域
- 通学区域（自治会）は、東方区、西保区、南方区、八条区、和泉区、中沢区、加納区、新西保区であり、公立中学校の進学先は神戸町立神戸中学校である[1]。

## 沿革
- 1873年（明治6年） - 
  - 八条村に明徳義校が開校。校区は加納村、和泉村、八条村[注釈 1]。
  - 南方村に新民義校が開校。校区は北方村[注釈 2]、南方村、更屋敷村。
- 1876年（明治9年） - 明徳義校が現在地に移転。校区に前田村[注釈 3]が加わる。
- 1879年（明治12年） - 明徳義校は明徳小学校、新民義校は新民小学校に改称する。
- 1882年（明治15年） - 新民小学校が時習小学校に改称する。
- 1886年（明治19年） - 明徳小学校が明徳尋常小学校、時習小学校が時習簡易科小学校に改称する。
- 1892年（明治25年） - 明徳尋常小学校と時習簡易科小学校が統合され、四成尋常小学校となる。高等科へ進学する生徒は神戸町の玉成高等小学校[注釈 4]へ進学する。
- 1897年（明治30年）
  - 4月1日 - 加納村、四成村、中沢村、南方村、西保村、草道島村が合併し、南平野村が発足。
  - - 中沢、前田地区を中川村の領家尋常小学校[注釈 5]へ委託。
- 1899年（明治32年） - 領家尋常小学校への委託を解除。
- 1900年（明治33年） - 神戸尋常高等小学校[注釈 6]の高等科の進学を神戸町が拒絶する事態が発生。高等科を四成尋常小学校に設置し、同時に南平野尋常高等小学校に改称する。
- 1941年（昭和16年） - 南平野国民学校に改称する。
- 1947年（昭和22年） - 南平野村立南平野小学校に改称する。
- 1954年（昭和29年）4月1日 - 神戸町、下宮村、南平野村が合併し、改めて神戸町が発足。同時に神戸町立南平野小学校に改称する。南平野村の一部（青木・草道島）は不破郡赤坂町へ編入されたことにより、一部の生徒は赤坂町立赤坂小学校へ転出する。
- 1955年（昭和30年） - 校区の一部（前田）が神戸小学校校区へ移る。
- 1978年（昭和53年） - 新校舎（鉄筋コンクリート造）が完成。